# Carl Ferdinand Becker
Carl Ferdinand Becker (Leipzig, 17 de juliol, 1804 - 26 de setembre de 1877) fou un compositor i organista alemany.
Educat en la seva ciutat natal, fou organista de l'església de Sant Pere (1825) i després de la de Sant Nicolau (1837) i professor d'orgue en el conservatori fundat en la mateixa població (1843) i on tingué entre altres alumnes el seu compatriota Robert Schaab i el noruec Udbye. Becker fou un col·leccionador infatigable d'obres musicals de tot gènere, de les que arribà a reunir una important col·lecció, que regalà el 1856 a la Biblioteca Municipal de Leipzig. A partir d'aquesta data va viure retirat per complet fins a la seva mort.
Fruit dels seus profunds estudis i de la seva gran erudició són els següents escrits bibliogràfics què, malgrat trobar-s'hi certes llacunes, no per això deixen de representar un treball considerable i mèrit positiu: La música en el segle xix, Exposició sistemàtica i cronològica de la literatura musical (Leipzig, 1836), La música de saló en Alemanya duran els segles XVI, XVII (Leipzig, 1847), Les obres musicals dels segles xvi i xvii (Leipzig, 1847).
També va escriure nombrosos articles vers la matèria musical en l'Allgemeine musikalische Zeitung (1841-1843) i en el Neue Zeitschrift für Musik, publicant a més diverses col·leccions d'antics poemes corals (Col·lecció de corals dels segles xvi i xvii, Leipzig 1831; Seixanta-sis melodies corals a quatre veus per a saltiri i arpa, Leipzig, 1841, etc.). Com a compositor deixà algunes obres per a piano i per a orgue.